# جوزپه زنیبونی
جوزپه زنیبونی (انگلیسی: Giuseppe Zaniboni؛ زادهٔ ۱۳ مارس ۱۹۴۹) بازیکن فوتبال اهل ایتالیا است.
از باشگاه‌هایی که در آن بازی کرده‌است می‌توان به باشگاه فوتبال یوونتوس، باشگاه فوتبال کرمونزه، باشگاه فوتبال مونتسا، باشگاه فوتبال چزنا، و باشگاه فوتبال آتالانتا اشاره کرد.